# Orbinia felix
Orbinia felix är en ringmaskart. Orbinia felix ingår i släktet Orbinia och familjen Orbiniidae. Utöver nominatformen finns också underarten O. f. australis.